# ساسول
ساسول المحدودة هي شركة متكاملة للطاقة والكيماويات مقرها في ساندتون ، جنوب إفريقيا . تأسست الشركة في عام 1950 في ساسولبورج ، جنوب إفريقيا ، وتم بناؤها على العمليات التي طورها لأول مرة الكيميائيون والمهندسون الألمان في أوائل القرن العشرين (راجع تسييل الفحم ). خلال الحرب العالمية الثانية، بنى الألمان عددًا من المصانع التي زودت جيشها بكميات كبيرة من الوقود اللازم لإجراء العمليات. اليوم، تقوم ساسول بتطوير وتسويق التقنيات، بما في ذلك تقنيات الوقود الصناعي، وتنتج أنواعًا مختلفة من الوقود السائل والمواد الكيميائية والكهرباء. 
ساسول مدرجة في بورصة جوهانسبرج (JSE: SOL) وبورصة نيويورك للأوراق المالية (NYSE: SSL). تشمل قائمة المساهمين الرئيسيين (صندوق معاشات موظفي حكومة جنوب إفريقيا) ،  مؤسسة التنمية الصناعية  التابعة لجنوب إفريقيا المحدودة (IDC) ، ألان جراي للاستثمار،  مدراء صناديق التتويج، إنفستك لإدارة الأصول،  وغيرها.  توظف ساسول 30100 شخص في جميع أنحاء العالم ولديها عمليات في 33 دولة من   بلدان.  إنه أكبر دافع ضرائب للشركات في جنوب إفريقيا. 

## روابط خارجية
- موقع ساسول الرسمي
- كيف أتقنت ألمانيا النازية والفصل العنصري جنوب إفريقيا واحدة من أكثر مصادر الوقود الجديدة إثارة في العالم. مجلة سليت
- عرض خرائط Google لمصنع Sasol's Secunda
- SciFest Africa ، جزء من استثمارات Sasol في تعليم العلوم في جنوب إفريقيا
- تعاني Sasol من غضب المساهمين في اجتماع الجمعية العامة العادية بسبب غرامة الاتحاد الأوروبي البالغة 318 مليون يورو
- المساهم النشط يدير المسامير على Sasol
- غضب في شركة Sasol's AGM بسبب غرامة تحديد الأسعار
- غرين بيس تقاضي ساسول للتجسس على الشركات - تقرير فيديو من منظمة الديمقراطية الآن!